# 民主派會議
民主派會議（英語：Democracy Camp Caucus），前稱飯盒會、泛民會議，是香港立法會的香港民主派（包括自決派）議員討論政事及商討議案投票策略的平台，前任召集人為民主黨立法會議員胡志偉。民主派會議不同於其他國家主要政黨的黨團會議，只是議員之間的一個溝通平台，對民主派議員的投票及最終決策並無約束力，惟實際大部分民主派議員投票紀錄相近，亦會共同作出決定。現代表立法會內的民主派「三大版塊」，包括民主黨、專業議政和議會陣線。

## 簡介
2004年10月8日起，民主派議員每週五會一同共进午膳，一邊吃飯盒一邊討論政治、民生議題，尋求在重大議題上達成共同進退方案。若果內容對外公開，開會地點多數為香港立法會綜合大樓5樓會議室，若不公開則會在318會議室進行。
民主派會議與其前身飯盒會、泛民會議一樣，對議員的投票及決策並無約束力，只是議員之間的一個溝通平台，亦不會有共同的決策，但一些集體行動如聯署聲明，若以民主派會議發出，即代表民主派會議所有立法會議員。

## 歷史
- 2004年10月8日：“飯盒會”成立。
- 2010年6月23日：社民連因不滿民主黨支持政改方案，決定退出“飯盒會”，其後分裂出的人民力量亦沒有加入。
- 2015年9月9日：“飯盒會”正式易名為泛民會議，泛民與不同政黨間的協作，由立法會層面推廣至全港18區。
- 2015年9月11日：東區泛民主派會議成立，加強監察區議會資源運用、推動區政改革和市民參與。
- 2015年9月18日：民主派聯絡小組成立，作為泛民主派之間討論與中央溝通事宜的正式平台。[2]
- 2016年5月18日：劉慧卿、何秀蘭、梁家傑及李國麟代表泛民主派應邀出席張德江酒会，並帶出兩項訴求：①要求撤換特首、②重啟政改。
- 2016年6月18日：泛民會議與人民力量、社民連聯同支聯會，於下午2時30分於銅鑼灣東角道出發遊行至中聯辦，為林榮基先生發聲，為香港人發聲，向強權大聲說不。並帶出“中央政府立即釋放其他銅鑼灣書店的相關人士”和“要求有關當局馬上向全港市民交代”兩項訴求。
- 2016年香港立法會選舉後，泛民主派及民主自決派同意組成新的議會平台，初名為民主派會議，在未有正式名稱前，傳媒通稱該平台為非建制派或G27，因該平台將由27名議員組成。除自決派外，上屆沒有加入的人民力量及社民連兩名議員亦重返民主派會議。[3]初時負責協調各個委員會正副主席的事宜，立法會會議10月中開始後，會議正名為「民主派會議」。後來醫學界陳沛然選擇退出，剩下26名議員。自從泛民主派於2018年3月補選4個議席半數落敗後（其後補選勝出的區諾軒及范國威均被取消資格），當時剩下22名議員。[4]
- 2020年11月11日：因為4名民主派立法會議員被人大常委會取消資格，所有民主派會議的立法會議員總辭。

## 衍生組織

### 民主派聯絡小組
- 召集人：郭榮鏗（ 公民黨）
- 政黨成員代表
  - 涂謹申（ 民主黨）
  - 張超雄（ 工黨）
  - 葉建源（ 教協）

#### 目的及運作
- 1） 作為民主派就有關與中央政府溝通事宜的聯絡平台；
- 2） 核心小組成員包括民主黨、公民黨、專業議政及議會陣線「四大版塊」的代表各一人；
- 3） 核心小組在絕對尊重個別黨派的自主原則下，不會就中央政府與個別黨派的溝通事宜作出任何決定或表決；
- 4） 核心小組會就中央政府與個別黨派的溝通事宜交換訊息、展開討論及表達意見；
- 5） 任何黨派或議員可透過其代表知會聯絡小組不參與此機制。

### 功能界別聯絡小組
- 召集人：郭榮鏗（ 公民黨）

### 專業議政
2016年9月25日，郭榮鏗宣布聯同莫乃光、梁繼昌、姚松炎、葉建源及邵家臻組成專業議政，加強各專業界別在議會中的合作，捍衛專業自主，但聯盟不會綑綁政治立場，會就不同議題商討。
- 主席：郭榮鏗（ 公民黨）

### 民主300+
民主300+是一個由香港泛民主派當中的專業議政七名立法會議員為2016年選舉委員會選舉協調出來的選舉聯盟，創建目的是爲了在選舉中搶佔最少三百席。現時在選舉委員會有325席（若加入新當選的區議會界別，因民主派控制港九及新界區議會，連同區議會（第一）立法會議席，會有118席選舉委員會成員）
1. 反對梁振英連任
2. 反對人大831決定
3. 要求盡快落實雙普選
4. 守護香港核心價值

### 議會陣線
由六名激進民主派、自決派和只有一位議員的立法會黨派（「一人黨」）聯合組成。

## 議員
隨著所有民主派議員在2020年12月1日或之前請辭離任後，民主派會議內再沒有在任立法會議員。

## 歷任召集人
| 肖像   | 肖像 | 召集人 | 選區         | 任期           | 任期            | 政黨         | 立法會 | 註     |
| ------ | ---- | ------ | ------------ | -------------- | --------------- | ------------ | ------ | ------ |
|        |      | 何秀蘭 | 香港島       | 2004年 10月8日 | 2012年 10月5日  | 公民起動     | 第三屆 |        |
| 第四屆 |      | 何秀蘭 | 香港島       | 2004年 10月8日 | 2012年 10月5日  | 公民起動     |        |        |
|        | 工黨 | 何秀蘭 | 香港島       | 2004年 10月8日 | 2012年 10月5日  | [ 5 ]        |        |        |
|        |      | 劉慧卿 | 新界東       | 2012年 10月5日 | 2013年 9月      | 民主黨       | 第五屆 | [ 6 ]  |
|        |      | 馮檢基 | 區議會(第二) | 2013年 9月     | 2014年 9月15日  | 民協         | 第五屆 | [ 7 ]  |
|        |      | 梁家傑 | 九龍東       | 2014年 9月16日 | 2015年 9月9日   | 公民黨       | 第五屆 | [ 8 ]  |
|        |      | 何秀蘭 | 香港島       | 2015年 9月10日 | 2016年 9月28日  | 工黨         | 第五屆 | [ 9 ]  |
|        |      | 涂謹申 | 區議會(第二) | 2016年 9月28日 | 2017年 8月25日  | 民主黨       | 第六屆 | [ 10 ] |
|        |      | 莫乃光 | 資訊科技界   | 2017年 8月25日 | 2018年 7月9日   | 公共專業聯盟 | 第六屆 | [ 11 ] |
|        |      | 毛孟靜 | 九龍西       | 2018年 7月9日  | 2019年 9月28日  | 香港本土     | 第六屆 | [ 12 ] |
|        |      | 陳淑莊 | 香港島       | 2019年 9月28日 | 2020年 9月29日  | 公民黨       | 第六屆 | [ 13 ] |
|        |      | 胡志偉 | 九龍東       | 2020年 9月29日 | 2020年 11月30日 | 民主黨       | 第六屆 | [ 14 ] |